# Guadalupe Ruiz-Giménez
Guadalupe Ruiz-Giménez Aguilar (Madrid, 10 de agosto de 1947) es una política española, eurodiputada entre 1989 y 1994.

## Biografía
Es la quinta hija del político democristiano, ministro franquista y Defensor del Pueblo, Joaquín Ruiz-Giménez Cortés, y nieta del político liberal y ministro con Alfonso XIII, Joaquín Ruiz Jiménez.
Licenciada en Ciencias Políticas, se casó  el 20 de julio de 1967 con Rafael Arias-Salgado, quien sería después ministro en los gobiernos de Adolfo Suárez en la Transición, y con el que tuvo tres hijos antes de divorciarse. Como Arias-Salgado, fue miembro de la Unión de Centro Democrático. Hasta 1980, cuando Arias Salgado accedió al Ministerio de la Presidencia, fue jefa del Departamento Iberoamericano de la Secretaría de Relaciones Internacionales del Ministerio de Asuntos Exteriores. Con el fracaso electoral de UCD en 1982 y la formación del Centro Democrático y Social (CDS) por Adolfo Suárez, Ruiz-Giménez se integró en la nueva formación. Con el CDS fue elegida diputada al Parlamento Europeo en las elecciones de 1989. Durante su mandato parlamentario, fue vicepresidenta de la Delegación para las relaciones con los países de Sudamérica (1992-1994) y secretaria general de la Asociación de Investigación y Especialización sobre Temas Iberoamericanos (AIETI).